# 펩티딜기전이효소
펩티딜기전이효소(영어: peptidyl transferase) (EC 2.3.2.12)는 단백질 생합성의 번역 과정에서 tRNA를 사용하여 인접한 아미노산들 사이에 펩타이드 결합을 형성하는 리보솜의 주요 효소 기능을 수행할 뿐만 아니라 아미노아실기전이효소이다. 펩티딜기전이효소의 기질은 두 개의 tRNA 분자인데, 하나는 생장하는 펩타이드 사슬을 가지고 있고 다른 하나는 펩타이드 사슬에 추가될 아미노산을 가지고 있다. 펩타이드 사슬과 아미노산은 이들 tRNA의 CCA-3' 말단에 있는 산소(O) 원자에 대한 에스터 결합을 통해 각각의 tRNA에 부착된다. 펩티딜기전이효소는 단백질 합성에서 폴리펩타이드 사슬을 신장시키기 위해 아미노산 잔기의 첨가를 촉매하는 효소이다. 펩티딜기전이효소는 펩타이드 결합의 형성을 촉매하는 리보솜의 큰 소단위체에 위치한다. 펩티딜기전이효소는 전적으로 RNA로 구성된다. 리보솜에 결합된 펩티딜 tRNA의 CCA 끝과 펩티딜기전이효소 가운데의 아미노아실-tRNA 사이의 정렬은 이러한 반응을 촉매하는 능력에 기여한다. 이 반응은 친핵성 변위를 통해 일어난다. 아미노아실-tRNA의 아미노기는 펩티딜 tRNA의 말단 카복실기를 공격한다. 펩티딜기전이효소 활성은 리보솜에 의해 수행된다. 펩티딜기전이효소 활성은 리보솜 단백질에 의해 매개되는 것이 아니라 리보자임인 리보솜 RNA(rRNA)에 의해 매개된다. 리보자임은 단백질로 구성되는 것이 아닌 리보뉴클레오타이드로 구성되는 유일한 효소이다. 다른 모든 효소들은 단백질로 구성되어 있다. 이 RNA 유물은 RNA 세계 가설을 뒷받침하는 가장 중요한 증거이다.
- 원핵생물에서 50S 리보솜 소단위체(23S 성분)는 펩티딜기전이효소 성분을 포함하며 리보자임으로 작용한다. 50S 소단위체의 펩티딜기전이효소의 중심은 A 자리 및 P 자리 tRNA의 하단 끝(수용체 말단)에 있다.[2]
- 진핵생물에서 60S 리보솜 소단위체(28S 성분)는 펩티딜기전이효소 성분을 포함하며 리보자임으로 작용한다.

펩티딜기전이효소는 번역에 국한되지 않지만 이 기능을 가지고 있는 효소는 상대적으로 적다.

## 기능
펩티딜기전이효소는 활성화 에너지를 낮추어 반응 속도를 증가시킨다. 펩티딜기전이효소는 반응이 일어날 수 있도록 적절한 방향을 취할 수 있도록 함으로써 이를 수행한다. 펩티딜기전이효소는 근접성을 제공한다. 즉, 대상들을 서로 더 가깝게 가져오지만 대체 메커니즘을 제공하지는 않는다. 대신 적절한 기질의 방향을 제공하여 촉매 메커니즘이 일어날 가능성을 높인다.

## 메커니즘

### 배경
리보솜에는 P 자리, A 자리, E 자리의 세 가지 결합 자리가 있다. A 자리로 들어오는 것이 아미노아실-tRNA이기 때문에 A 자리는 아미노아실(aminoacyl) 자리이다. 구조는 A 자리에 부착된 에스터 결합에 있는 아미노산 잔기를 포함하며, 여기에는 유리 아민이 존재한다. 펩티딜(peptidyl)자리인 P 자리에는 붙어 있는 tRNA가 있다. 펩티딜기전이효소의 모든 주기 시작시 항상 P 자리에서 생장하는 펩타이드 사슬이 있는 tRNA로 시작한다는 점에 유의하는 것이 중요하다. 일단 일어나면 아미노아실-tRNA가 A 자리에 결합할 수 있다.

### 실제 메커니즘[6]
메커니즘과 관련하여 A 자리에 위치한 아민은 P 자리의 에스터 탄소에 대해 친핵성 공격을 한다. 친핵성 공격이 일어나면 사면체 중간생성물이 생성된다. 펩티딜기전이효소의 활성 부위에는 물 잔기가 있다. 사면체 중간생성물이 형성될 때 산소는 하나의 여분 전자를 가지고 있기 때문에 이제 산소 음이온은 음전자를 갖게 된다. 물에 있는 수소는 부분적인 양전하를 가지며, 이는 사면체 산소 음이온 중간생성물을 안정화시킨다. 그러면 사면체 중간생성물이 붕괴되고 카보닐 결합의 재형성으로 이어져 이탈기(tRNA가 부착된 P 자리 리보스 고리가 됨)가 손실되는 일이 발생한다. 이탈기의 방출과 함께 양성자는 물에서 분리되어 두 개의 주요 하이드록실기로부터 양성자를 분리하고 고립 전자쌍은 아미노산의 새로운 아미노기로부터 양성자를 분리한다. 메커니즘이 완성된 후, 아실화되지 않은 tRNA는 P 자리에 남게 되고 여분의 아미노산과 함께 생장하는 전체 폴리펩타이드 사슬은 모두 A 자리에 있는 tRNA의 3개의 주요 하이드록실기에 에스터 결합으로 부착된다.

## 항생제 표적
다음의 단백질 합성 저해제는 펩티딜기전이효소를 표적으로 한다.
- 클로람페니콜은 리보솜의 23S rRNA에 있는 A2451 및 A2452 잔기에 결합하여 펩타이드 결합의 형성을 저해한다.[7]
- 플류로무틸린도 또한 펩티딜기전이효소에 결합한다.[8]
- 마크롤라이드 항생제는 리보솜 자리옮김을 억제하는 것 외에도 펩티딜기전이효소를 저해하는 것으로 생각된다.[9]

## 같이 보기
- 효소
- 전이효소
- 번역